# Bettina Holwerda
Bettina Holwerda (Emmeloord, 17 februari 1979) is een Nederlandse musicalactrice, zangeres en danseres.

## Biografie
Holwerda werd geboren in Emmeloord, maar is opgegroeid in Lelystad. Al vanaf jonge leeftijd zat ze op klassiek ballet, wat snel werd aangevuld met jazzballet, show ballet en turnen. Vanaf de middelbare school is ze intensief gaan dansen, eerst bij de plaatselijke balletschool, vanaf haar 15e ging ze na schooltijd op en neer van Lelystad naar Amsterdam om daar de 5 o'clock class te doen op de theaterschool, waar ze les had van onder andere Eddie de Bie en Fred Berlips. Later werd dit aangevuld met de zaterdagse cursus. Hier heeft ze toen ook zangles bij genomen, waardoor duidelijk werd dat musical een goede richting zou zijn.
In 2004 verzorgde ze de zang op Just Be 'karaoke style', in een medley van DJ Tiësto tijdens de TMF Awards in België.
In 2021 deed Holwerda mee aan de Videoland editie van De Verraders.
In mei 2022 vertolkte ze de rol van Angela in de Netflix-film F*ck de Liefde 2. Sinds november 2022 is Holwerda sidekick van dj Ruud de Wild in het radioprogramma De Wild in de Middag op de Nederlandse publieke radiozender NPO Radio 2.
Vanaf september 2024 schrijft Holwerda columns voor &C: het tijdschrift van Chantal Janzen.
In seizoen 2024-2025 deed Holwerda mee als egel in The Masked Singer. Zij werd tweede. In 2025 sprak Holwerda de stem in van Moeder Overste voor de bioscoopfilm Paddington in Peru.

## Theater
- Aladdin - ensemble & understudy Yasmin
- 2003-2006 - Mamma Mia! - ensemble & Alternate Sophie
- 2006-2007 - Grease - Sandy
- 2007-2008 - Hair - Dionne & Sheila
- 2008 - Fame - Alternate Carmen Diaz
- 2009 - Supermodel de musical - Brenda
- 2009 - Woezel en Pip in de Tovertuin - Vertelster
- 2010 - Joseph and the Amazing Technicolor Dreamcoat - Ensemble, vrouw van Ruben/understudy Vertelster
- 2011-2012 - Wicked - Ensemble/Understudy Elphaba
- 2013 - Woezel en Pip - Vertelster/tante Perenboom
- 2016-2017 - A Chorus Line - Sheila
- 2020-2021/2021-2022 Van Hoorne Entertainment- Belle en het beest - Belle
- 2023 Theatertour #PERFECT als zichzelf.
- 2025 Theatertour SAMEN als zichzelf

## Televisie
- Optredens
  - Life & Cooking
  - Just Be met DJ Tiësto tijdens de TMF Awards (België)
  - Op zoek naar Zorro (liveshow 7) met Dennis de Groot

- Nasynchronisatie
  - A.T.O.M.
  - Wizards of Waverly Place (Alex Russo)
  - Genie in the House (Emma Norton)

- Stemacteur
  - Alpha and Omega (Kate)
  - Draken: Race naar de Rand (Mala)

## Privé
Tijdens de opvoering van de musical Grease in 2006 leerde Holwerda de acht jaar jongere acteur Jim Bakkum kennen. Door een bedrijfsongeval kwamen beiden begin 2007 in het ziekenhuis terecht, waarna ze een relatie kregen. Zij traden in 2011 in Amsterdam in het huwelijk. Bakkum en Holwerda werden in 2012 ouders van een zoon. Op 3 maart 2015 kwam daar een dochter bij. Op 1 maart 2019 werd ze voor de derde keer moeder van wederom een dochter.

### Bestseller 60
| Boeken met noteringen in de Nederlandse Bestseller 60 | Jaar van verschijnen | Datum van binnenkomst | Hoogste positie | Aantal weken | Opmerkingen |
| ----------------------------------------------------- | -------------------- | --------------------- | --------------- | ------------ | ----------- |
| Laat maar.                                            | 2024                 | 12-06-2024            | 2               | 9            |             |